# 震災情報いわて
震災情報いわて（しんさいじょうほういわて）は、2011年3月11日に発生した東北地方太平洋沖地震（東日本大震災）に伴う情報提供のため、IBC岩手放送がテレビ、ラジオで放送している報道・生活情報番組。キャンペーンフレーズ「ふるさとは負けない!」を番組の副題としている。
6月30日をもって放送終了。

## 平日午前
タイトルは当初『震災情報いわて』であったが、JNN・JRN共同プロジェクトにならい、『絆いわて』（きずないわて）に改題。この時間帯は、ラジオ番組『朝からRADIO』を途中から放送する。よってラジオ・テレビ同時放送（サイマル放送）となる。ラジオスタジオからの放送となり、同番組のパーソナリティが放送卓に向かい合って座るスタイルを継続する。
被災市町村や岩手県等から提供される生活情報が主な内容であるが、被災地の取材拠点である東部支社（釜石市）からの電話レポートがある他、『朝からRADIO』の一部であるため、リスナーから寄せられた投稿を読み上げたり、フリートークを展開したりする。テレビ放送では、パーソナリティが読み上げる原稿のうち、問い合わせ用の電話番号等がテロップ表示されるほか、『岩手日報IBCニュース』の時間帯は、主に被災地のニュース映像を画面に映し出している。

### 放送時間
- 9:55 - 10:35
  - 当初は11:00までの放送であったが、段階的に縮小している。

## 平日午後
全編『ニュースエコー』のスタジオから放送し、原則、同番組のキャスター1名が担当する。午前と同様に生活情報の他、交通機関の情報等も伝える。「JNN取材団」として被災地に応援派遣されている他県のJNN系列局記者が出演し、岩手県内の被災地状況や自ら取材した被災者の様子を報告することもある。

### 放送時間
- 16:20 - 16:44

## テレビ・その他
- 水曜日・木曜日のテレビローカルセールス枠=19・20時台も震災報道特番に差し替える場合があった。
- 土曜日・日曜日は2011年5月時点では特番は組まない。土曜日午前については『じゃじゃじゃTV』で生活情報を伝えた。

## ラジオ
ローカルセールス枠を差し替える形で同名番組を放送したが2011年4月までに終了し、レギュラー番組内で随時生活情報をきめ細かく伝えている。

## 備考
- 震災直後は、通常11:30より飛び乗っている『ひるおび!』（TBS制作）が11:00より全編フルネットされていた（11:20より放送される『キユーピー3分クッキング』（CBC制作）が2011年3月12日から同年4月2日まで休止されたため）。午後も通常は17:45より飛び乗っている『Nスタ』が16:53より全編フルネットされた。
- TBSニュースバードは深夜のフィラー放送が臨時に復活し、放送時間も延長されている（月曜日から金曜日は5:30まで、土曜日は5:15あるいは5:45まで、日曜日は5:30あるいは6:30まで）。加えて月曜日から金曜日は午後も『ニュースバード』を臨時に放送した（13:55 - 16:00あるいは13:55 - 15:00）。
- 午後および深夜のネット受けは2011年4月3日をもって終了し、『ひるおび!』『Nスタ』の放送時間も通常編成に戻っている。

## 参考
- IBC岩手放送